# Oskaloosa (Iowa)
Oskaloosa es una ciudad ubicada en el condado de Mahaska en el estado estadounidense de Iowa. En el Censo de 2010 tenía una población de 11463 habitantes y una densidad poblacional de 594,56 personas por km².

## Geografía
Oskaloosa se encuentra ubicada en las coordenadas 41°17′26″N 92°38′19″O / 41.29056, -92.63861. Según la Oficina del Censo de los Estados Unidos, Oskaloosa tiene una superficie total de 19.28 km², de la cual 19.24 km² corresponden a tierra firme y (0.2%) 0.04 km² es agua.

## Demografía
Según el censo de 2010, había 11463 personas residiendo en Oskaloosa. La densidad de población era de 594,56 hab./km². De los 11463 habitantes, Oskaloosa estaba compuesto por el 93.31% blancos, el 2% eran afroamericanos, el 0.27% eran amerindios, el 1.71% eran asiáticos, el 0.02% eran isleños del Pacífico, el 0.92% eran de otras razas y el 1.77% pertenecían a dos o más razas. Del total de la población el 2.36% eran hispanos o latinos de cualquier raza.